# Polowanie na króliki
Polowanie na króliki (ang. Rabbit-Proof Fence) – oparty na autentycznych wydarzeniach australijski dramat filmowy z 2002 roku w reżyserii Phillipa Noyce’a, zrealizowany na podstawie książki Doris Pilkington.

## Fabuła
Historia trzech aborygeńskich dziewczynek z tzw. „skradzionego pokolenia”, które po wywiezieniu z ojczystych stron do specjalnej szkoły dla dzieci Aborygenów, wyruszają w samotną podróż przez Australię do domu. Jedynym drogowskazem jest „siatka na króliki” przecinająca od lat kontynent.

## Obsada
- Everlyn Sampi – Molly Craig
- Tianna Sansbury – Daisy Craig
- Laura Monaghan – Gracie Fields
- Kenneth Branagh – A. O. Neville
- David Gulpilil – Moodoo
- David Ngoombujarra

## Produkcja
Zdjęcia kręcono m.in. na terenie Parku Narodowego Nilpena Ediacara (prowincja Australia Południowa).